# Aethiothemis
Aethiothemis es un género de libélulas de la familia Libellulidae. 
Las especies incluidas en el género son:
- Aethiothemis basilewskyi Fraser, 1954
- Aethiothemis bequaerti Ris, 1919
- Aethiothemis carpenteri (Fraser, 1944)
- Aethiothemis circe (Ris, 1910)
- Aethiothemis coryndoni (Fraser, 1953)
- Aethiothemis diamangae Longfield, 1959
- Aethiothemis discrepans Lieftinck, 1969[2]
- Aethiothemis ellioti (Lieftinck, 1969)
- Aethiothemis erythromelas (Ris, 1910)
- Aethiothemis gamblesi (Lieftinck, 1969)
- Aethiothemis incongruens (Karsch, 1893)
- Aethiothemis mediofasciata Ris, 1931
- Aethiothemis modesta (Ris, 1910)
- Aethiothemis palustris Martin, 1912
- Aethiothemis solitaria Martin, 1908